# Eumorphus tetraspilotus
Eumorphus tetraspilotus is een keversoort uit de familie zwamkevers (Endomychidae). De wetenschappelijke naam van de soort werd in 1832 gepubliceerd door Frederick William Hope.